# 甘梅薯條
甘梅薯條是番薯條的一種，是由切成條狀的地瓜高溫熱油炸後，加入梅子粉作為調味。
因符合大眾口味，目前台灣夜市常可見到甘梅薯條的招牌，一些鹹酥雞攤位也有賣甘梅薯條。
而最初將甘梅薯條熱銷全台，為美樂福公司所研發；其所採用為台農57號地瓜，而肯德基也於2015年改採台農57號地瓜，可見台灣地瓜有其魅力。